# Edna Greyff
Edna Greyff (* 20. Mai 1912 als Elsa Rosa Wacker in Heilbronn; † 29. Mai 1992 im Orange County, Kalifornien, USA) war eine deutsche Schauspielerin.

## Leben
Die geborene Elsa Wacker war eine Tochter des Elektroingenieurs Friedrich Perlich und der Verkäuferin Rosa Wacker. Nach der Heirat ihrer Eltern 1913 trug sie den Familiennamen ihres Vaters. Sie wuchs in Erfurt auf und erhielt ihre Schulbildung am dortigen Lyzeum, das sie mit der Obersekundareife abschloss. Anschließend besuchte sie ein Jahr lang das Stern’sche Konservatorium in Berlin. Als Theaterschauspielerin hatte sie Engagements in Erfurt, Düsseldorf, Stuttgart, Dresden, Darmstadt und Berlin und absolvierte Gastspiele in Breslau, Potsdam und Köln.
Ihr Spielfilmdebüt gab Edna Greyff 1934 in Phil Jutzis Kurzfilm Herr Mahler in tausend Nöten als Tochter Emmy Wydas. Sie spielte zunächst kleinere Nebenrollen, bis Harry Piel sie 1936 für seine Krimikomödie Sein bester Freund in der Hauptrolle der Tänzerin Gerda Lind besetzte. Auch in Kurt Hoffmanns Kurzfilm Der Skarabäus war sie in einer Hauptrolle zu sehen. In Georg Zochs Komödie Weltrekord im Seitensprung spielte sie noch einmal in einer Nebenrolle an der Seite von Marina von Ditmar. Danach war ihre Filmkarriere beendet, da sie während des Zweiten Weltkrieges vom NS-Propagandaministerium als Theaterschauspielerin für Wehrmachttourneen verpflichtet wurde.
In erster Ehe war Edna Greyff ab 1929 mit dem Werbefachmann Erwin Missulis (1901–1940) verheiratet. Ihr zweiter Ehemann war der Major Walter Spies (1914–1944), der als Kommandeur eines Jagdgeschwaders im Luftkampf fiel. Nach Kriegsende heiratete Edna Greyff erneut, wanderte in die USA aus und zog sich ins Privatleben zurück. Zuletzt lebte sie in San Clemente in Kalifornien. Sie starb kurz nach ihrem 80. Geburtstag.

## Filmografie
- 1934: Herr Mahler in tausend Nöten (Kurzfilm, Phil Jutzi)
- 1934: Ich für dich, du für mich (Carl Fröhlich)
- 1935: Glückspilze (Robert A. Stemmle)
- 1935: Der Student von Prag (Arthur Robison)
- 1936: Die große und die kleine Welt (Johannes Riemann)
- 1937: Sein bester Freund (Harry Piel)
- 1938: Narren im Schnee (Hans Deppe)
- 1938: Der Skarabäus (Kurzfilm, Kurt Hoffmann)
- 1940: Weltrekord im Seitensprung (Georg Zoch)